# 我也要去
《我也要去》（韓語：나도야 간다）是韓國SBS電視台於2006年5月至2006年8月期間播放的金曜連續劇。

## 人物介紹

### 大姐
- 金美淑 飾演 幸　淑

慶淑、孝淑的姐姐，多瑟的母親
- 鄭普碩 飾演 賢　秀

幸淑的戀人，多瑟的父親
- 李清娥 飾演 多　瑟

幸淑及賢秀的女兒

### 二姐
- 鄭善敬 飾演 慶　淑

幸淑的大妹
- 吳大奎 飾演 政　莞

慶淑的再婚對象

### 小妹
- 柳瑞真 飾演 孝　淑

幸淑及慶淑的妹妹
- 金正鉉 飾演 尚　民

孝淑的丈夫

### 其他人物
- 姜富子 飾演 朴　氏

孝淑的婆婆
- 朴珠娥 飾演 崔女士

慶淑的婆婆
- 梁瀞疋 飾演 敏　庭

賢秀的後輩
- 李自英 飾演 有　蘿

政莞的前妻
- 全喜珠 飾演 貞　娟

尚民的戀人
- 吳珉錫 飾演 光　修

暗戀孝淑
- 李東浩 飾演 寶　嵐

慶淑與前夫所生的兒子
- 金可蘭 飾演 惠　真

政莞與有蘿的女兒

## 外部連結
- 韓國SBS官方網站 （页面存档备份，存于） 

| SBS 金曜連續劇                      | SBS 金曜連續劇                       | SBS 金曜連續劇 |
| ----------------------------------- | ------------------------------------ | -------------- |
|                                     | 我也要去 （2006.5.21－2006.8.4）     |                |
| 突然有一天 （2006.2.24－2006.4.28） | 愛上醜八怪 （2006.8.11－2006.10.13） |                |